# Stockholms IF
Stockholms IF var en idrottsförening från Stockholm. Föreningen bildades 1905 och deltog i seriespel i fotboll fr.o.m. 1907. Fotbollsverksamheten har sedan dess genomgått en rad fusioner. 1921 slogs man samman med IF Orion och IK Hermes, 1990-1993 slogs man ihop med Vällingby AIK till SIF/VAIK, 1993 slogs man samman med Brinkens IF till Stockholms IF/Brinken. Namnet behölls till 1995. 2002 gick man samman med Ankara Genclerbirligi till SIF/Ankara Genclerbirligi IF, en förening som efter ytterligare fusioner heter Stockholms IF Midia (sedan 2013).
Inom ishockey spelade man i Klass I 1932–1937, 1938–1941 samt i Division II säsongen 1941/1942. Dessutom deltog man i SM i ishockey 1933, 1940, 1941 och 1945.